# Євангеліст Лука (Одеса)
«Євангеліст Лука»  — картина раннього періоду творчості відомого голландського художника 17 століття Франс Галса (1580/1585 — 1666).

## Дещо про Луку
Святий Лука мав освіту і свою Євангелію написав добірною грецькою мовою. З усіх євангелістів найліпше дотримує історичність в нашому розумінні. Його Євангеліє-Благовість скероване до всіх народів. Бог хоче, щоб всі врятувалися, але у вірі. Особливо звертався до грішників, яким подає зворушливі проповіді Ісуса Христа чи події з його життя, притчі, як то: про блудного сина, про грішницю, яка розкаялась, та ін. Це є Євангелія спасіння і милосердя. Не дивно, що постать лікаря, євангеліста і художника, що бачив на власні очі Богородицю і малював її, приваблювала багатьох художників і скульпторів. Римські художники обрали його покровителем власної художньої академії. Багато зображень Святого Луки розійшлося християнським світом.

## Відкриття в Одесі
У 1958 році мистецтвознавець з Ермітажу Линник Ірина Володимирівна, перебуваючи в Одесі, передивлялася картини сховища Музею західного і східного мистецтва. Тоді їй і потрапили на очі дві картини з зображенням євангелістів. Автором вважали невідомого російського художника.

## Опис твору
На невеликій картині зображення простонародної особи, що зосереджено пише в товстій книзі. Обличчя персонажу далеке від ідеалу академізму з потягом останнього до зовнішньої привабливості. Художник наче повертав глядача до суворої правди первісного християнства з апостолами, що йшли босоніж, не мали грошей на сплату мита, зазнавали утисків і знущань, перебували в ув'язненні, як за церковною легендою перебував там і Св. Лука разом зі Св. Павлом, котрого лікував. На тлі бідної комори, де перебуває Лука, невелике зображення тельця, звичного атрибуту євангеліста. Художник двічі малював бика, бо щось у його зображенні не задовольняло автора. В теплому монохромному зображенні дещо виділявся лише простий червоний плащ євангеліста.

## Дослідження полотна

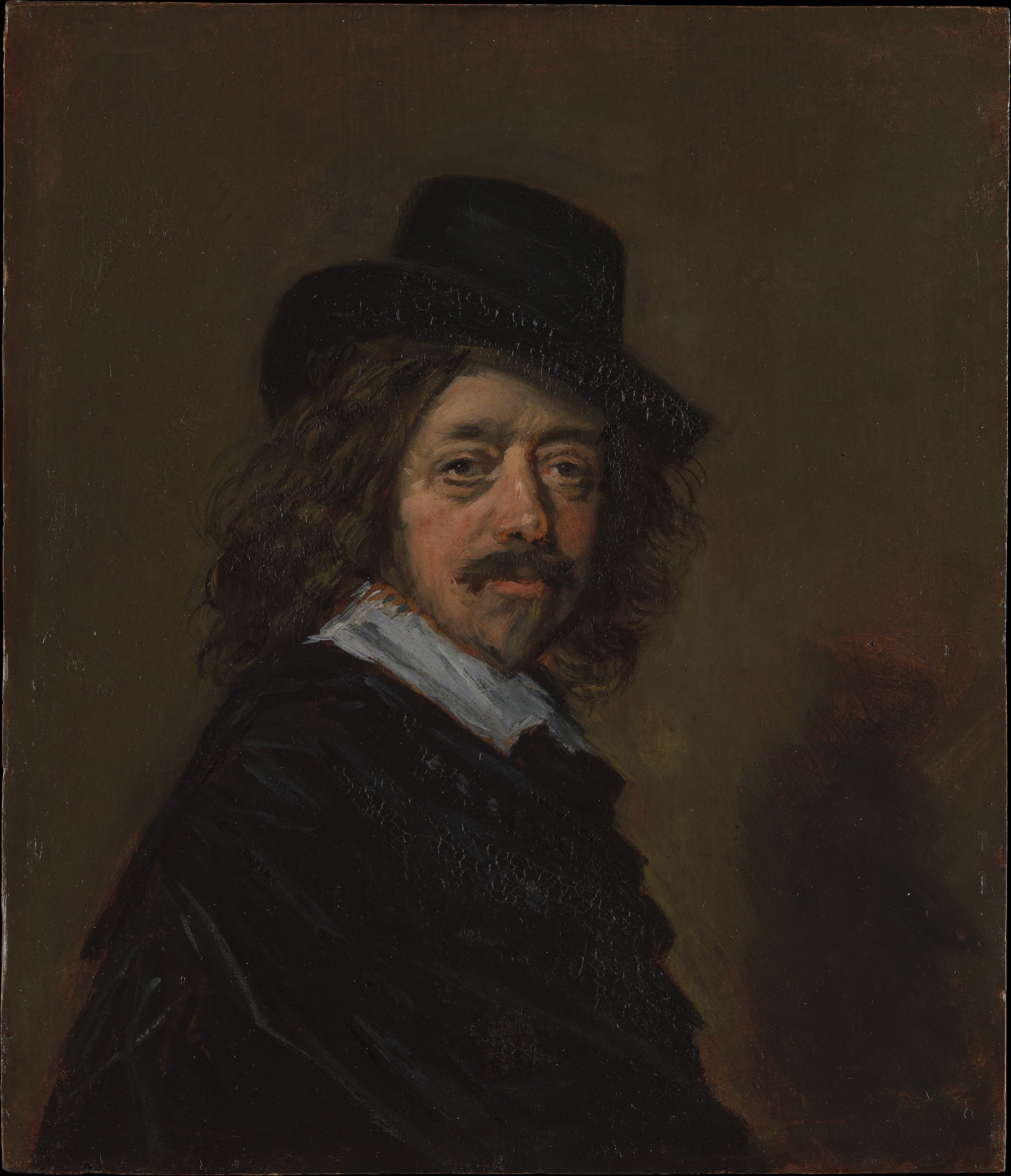
Франс Галс. Копія втраченого автопортрета. Метрополітен-музей.

Важко сказати, чому саме російського майстра вбачали в творі, можливо через простонародність бородатого, нешляхетного типу. Дивним чином полотно було чисте від поновлень і реставрацій, навіть якщо це твір 19 століття. Дивувало і нецерковне, цілком реалістичне зображення, досить нетрадиційне для релігійного твору. Нові дослідження дивували, бо спроба визначити вік полотна привела до … 17 століття. Разом відпали гіпотези і про 19 століття, і про російського майстра, жоден з яких в 17 −18 століттях не міг і близько підійти до вільної, артистичної манери справжнього автора « Євангеліста Луки». Не було полотно і пізнішою копією.
Персонаж картини, церковний чи світський, наближений до першого плану, набув значного поширення в 17 столітті, коли Західною Європою покотилася хвиля захоплення художніми відкриттями Караваджо (1573–1610). До методи відомого італійського художника були близькі і голландські майстри, серед яких і Хендрік Тербрюгген (1588–1629). Тербрюгген теж малював євангелістів, близьких до «євангелістів з Одеси», але порівняння виявили різницю навіть між ними. Не був близьким за художньою манерою автор « Євангеліста Луки» і до Рембрандта, авторитетного серед голландських митців 17 століття. Його індивідуальність була настільки значущою, що він не знав чи не хотів визнавати чужих впливів, нехай і самого Рембрандта. Це свідчило про значну художню самостійність і деяку стихійність характеру високо обдарованого майстра.
Перші висновки привели до першої половини 17 століття і до Голландії, де добре знали і використовували знахідки Караваджо, але йшли в мистецтві власним шляхом.
Порівняння з ранніми творами Франса Галса вважалися надто сміливими, але характерні ознаки ранніх творів Галса і «євангелістів з Одеси» були досить близькі. Особливо близькою була стилістика « Портрету проповідника Міхиля Янса ван Міддельховена» та ранніх зображень хлопчиків Галса та його майстерні.

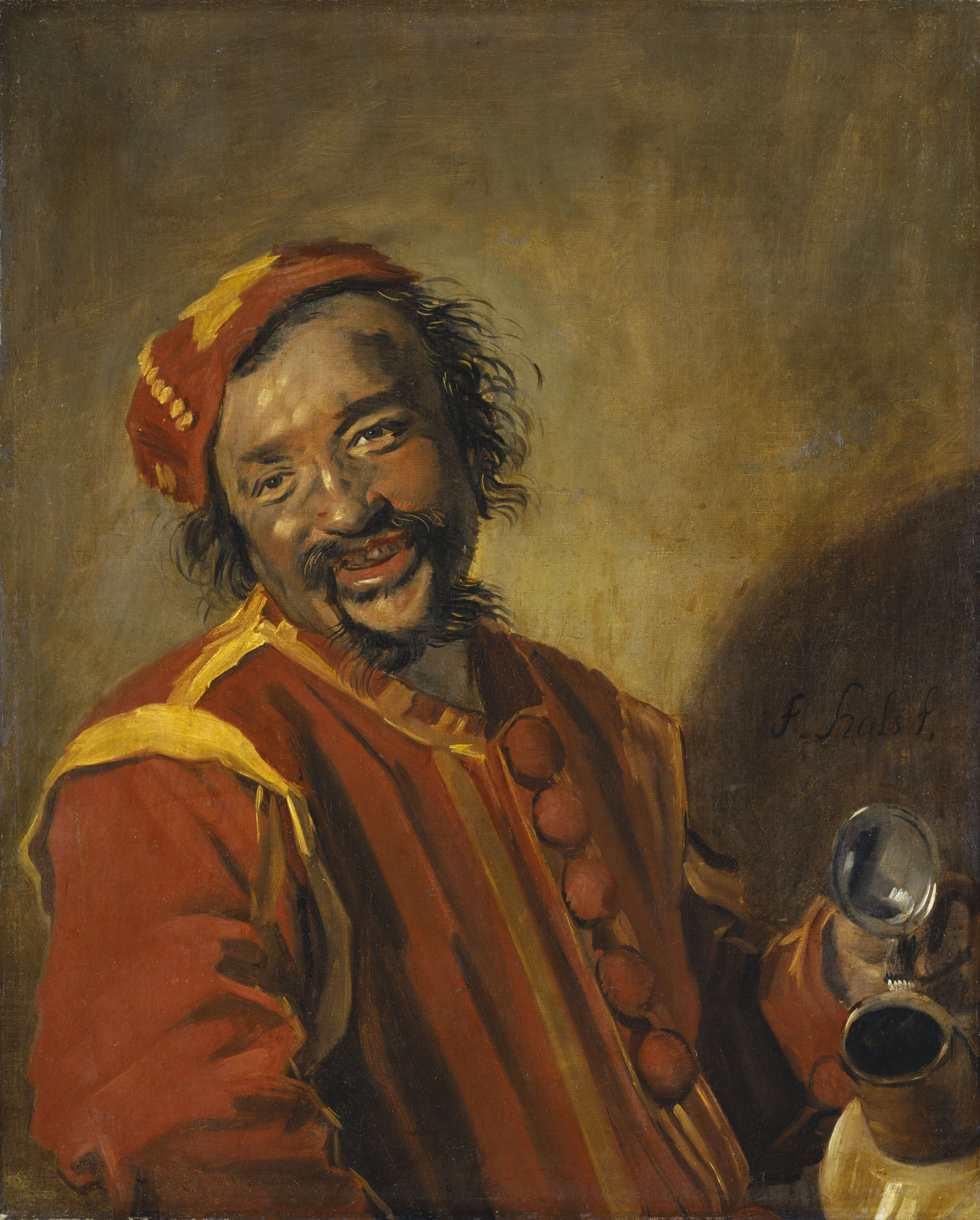
Веселий молодик. 1627. Державна художня галерея. Кассель
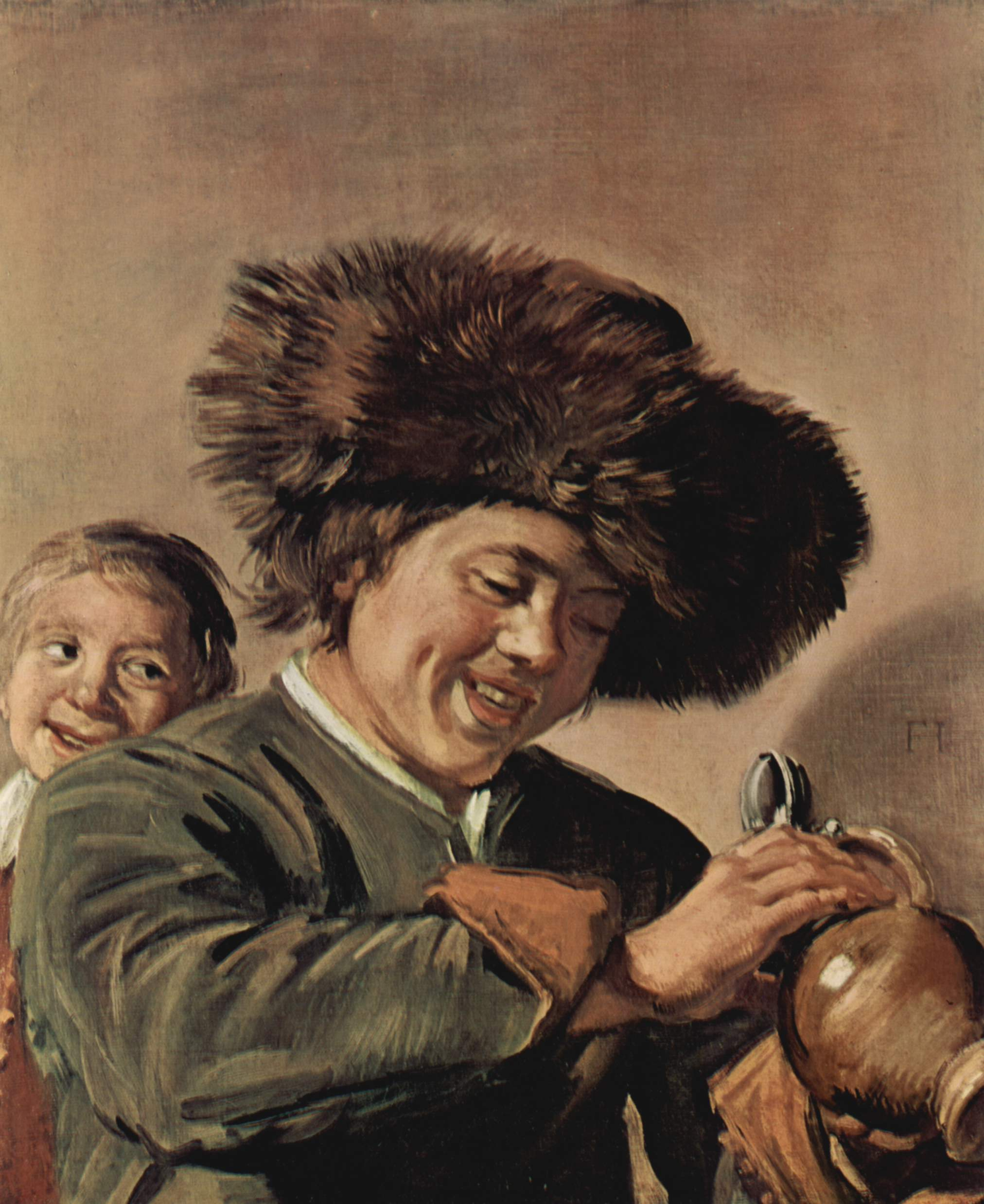
Два юнака, які сміються, з пивним келихом. 1626/27. Музей Бойманс ван Бенінгена. Роттердам
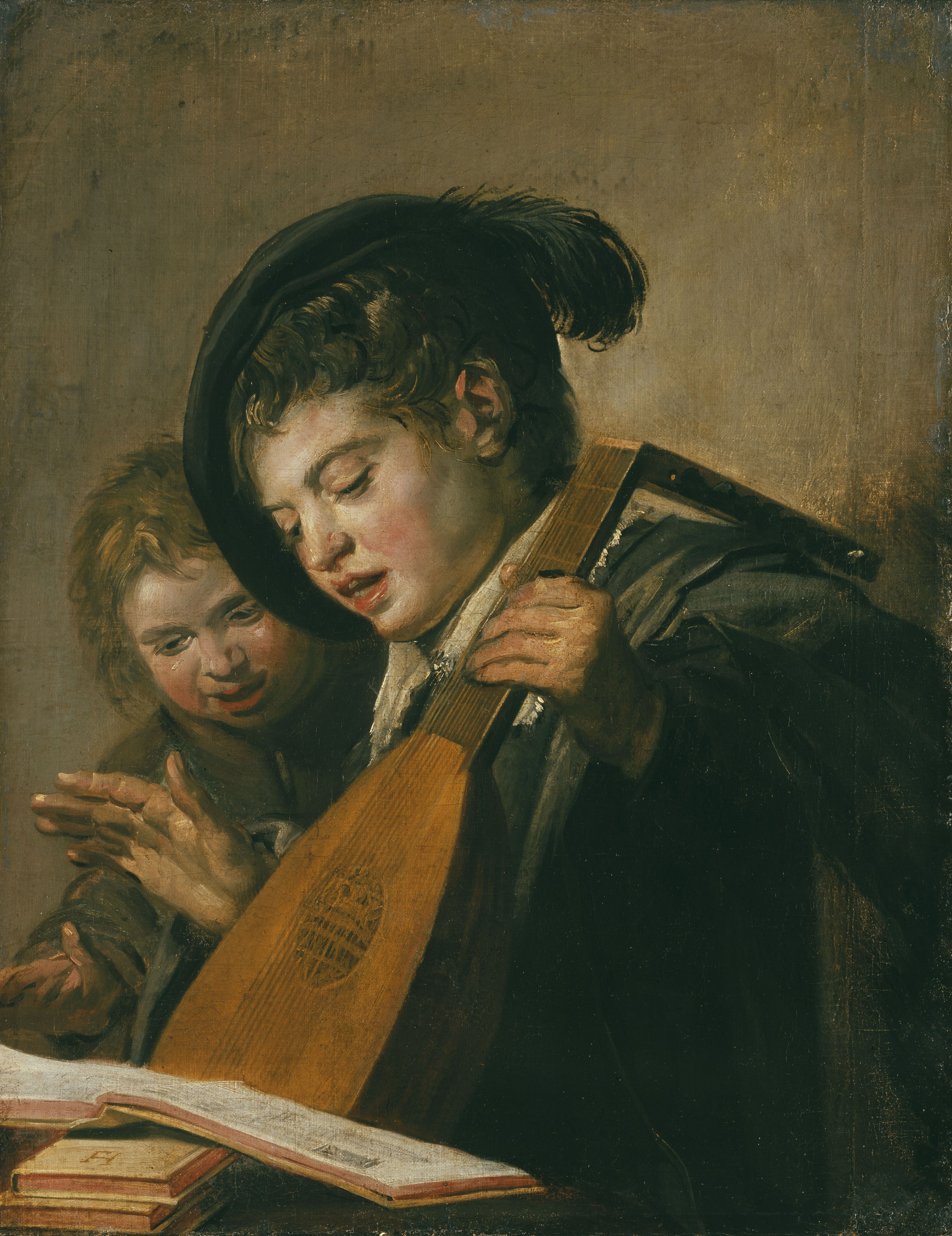
Хлопчики-співаки. 1625. Державна художня галерея. Кассель
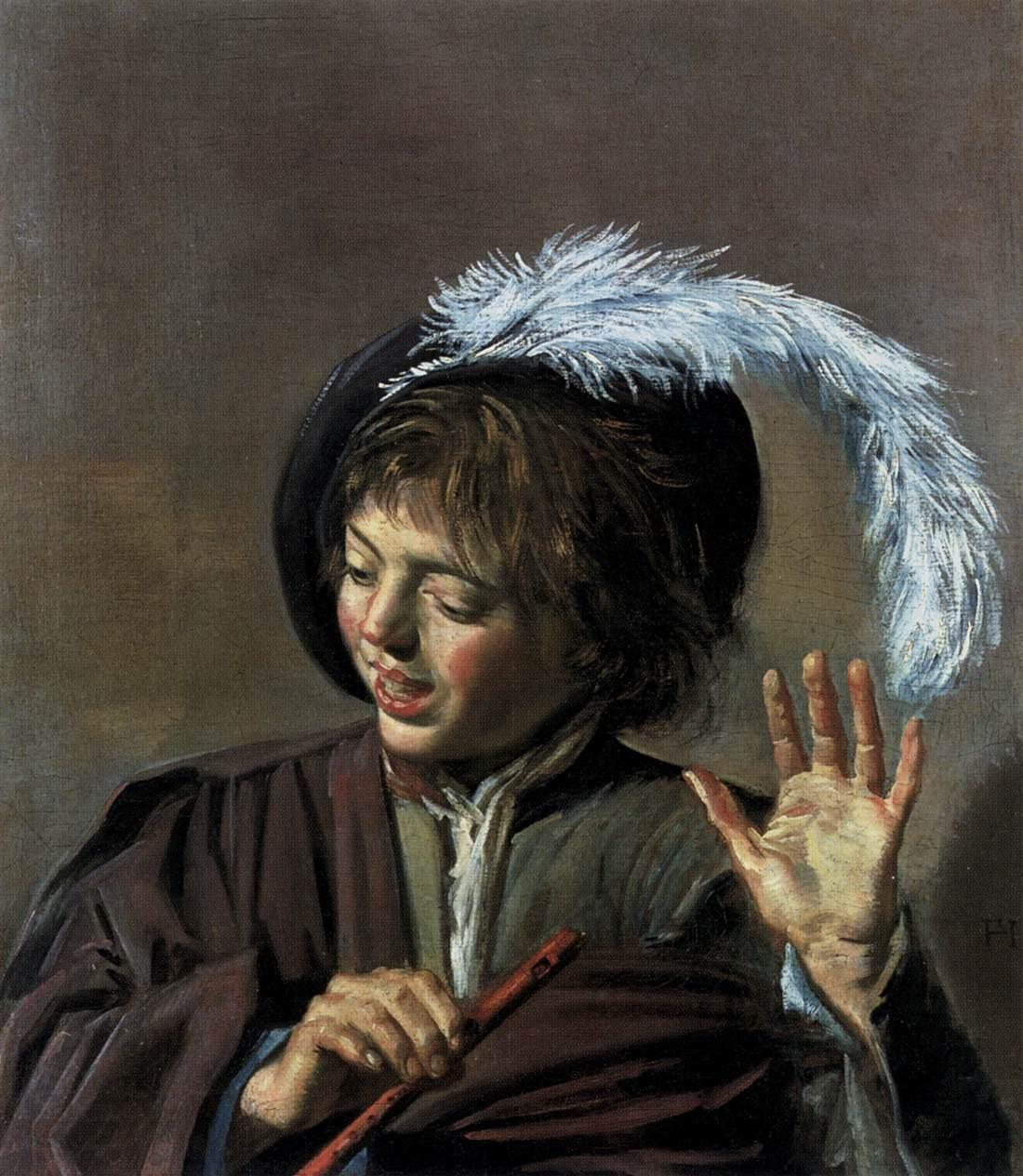
Флейтист. Берлін.

Але це були світські за сюжетами твори. Аби мати уяву про увесь діапазон творчості Галса, звернулись до архівів. Інвентарні описи та аукціонні каталоги 17 — 18 століть довели, що Галс, відомий зараз як найкращий голландський портретист, звертався й до релігійної тематики. Лише запилюжені папери зберегли свідоцтва про існування у творчому доробку митця картин на біблійні теми, серед яких -
- «Марнота марнот»
- «Марія Магдалина»
- «Зречення апостола Петра»
- «Блудний син»
- «Чотири євангелісти».

Навіть якщо б не було свідоцтва про «Чотирьох євангелістів», стало зрозуміло, що Франс Галс працював і як церковний художник, нехай і недовгий період.
Нововідкриті картини національного художнього генія Голландії 17 ст. попросили показати на батьківщині художника. Їх обережно запакували й перевезли у сучасні Нідерланди. Полотна супроводжувала Лінник Ірина Володимирівна. Дослідники підтвердили висновки науковця з Ермітажу, а світ отримав перші зразки релігійних творів Галса, про які забули і згадувати. Лінник святкувала перемогу. Пізніше на одному з європейських аукціонів знайшовся третій євангеліст. Сумніви щодо «євангелістів з Одеси» остаточно відпали.

## Провенанс
Тільки після цього вдалося більш-менш точно відтворити блукання картин Франса Галса.
- 17 століття — перебування в Голландії.
- серпень 1760 — продаж на аукціоні в місті Гаага.
- 1771 — нова продаж на аукціоні в місті Гаага.
- 1773 — аукціон в місті Амстердам.
- Перехід у мистецькі збірки імператриці Катерини ІІ, Санкт-Петербург.
- березень 1812 року — передача в Крим та Одесу для облаштування там християнських храмів.
- перебування в складі Одеської картинної галереї російського мистецтва.
- передача до Музею західного і східного мистецтва (Одеса).

## Крадіжка
Картину передали у Москву на чергову виставку. Там і сталася неприємна несподіванка — злодій вирізав полотно і зник. Музей образотворчих мистецтв імені Пушкіна не знав крадіжок з буремних 1930-х років, коли викрали картини Доссо Доссі та Тіціана. Полотно Тіціана «Погруддя христа» було скручене і так пошкоджене вологою, що було назавжди втрачене музеєм.
Справу передали до відділу розшуку міста Москви й незабаром затримали молодого реставратора, що викрав коштовний твір, аналогів якому не було навіть в самій Голландії. Полотно повернули в Одесу, а злодія засудили до покарання на десять (10) років ув'язнення.
Події з полотном одеського музею стали сюжетом для радянської художньої кінострічки «Повернення святого Луки».